# Лин (наркотик)

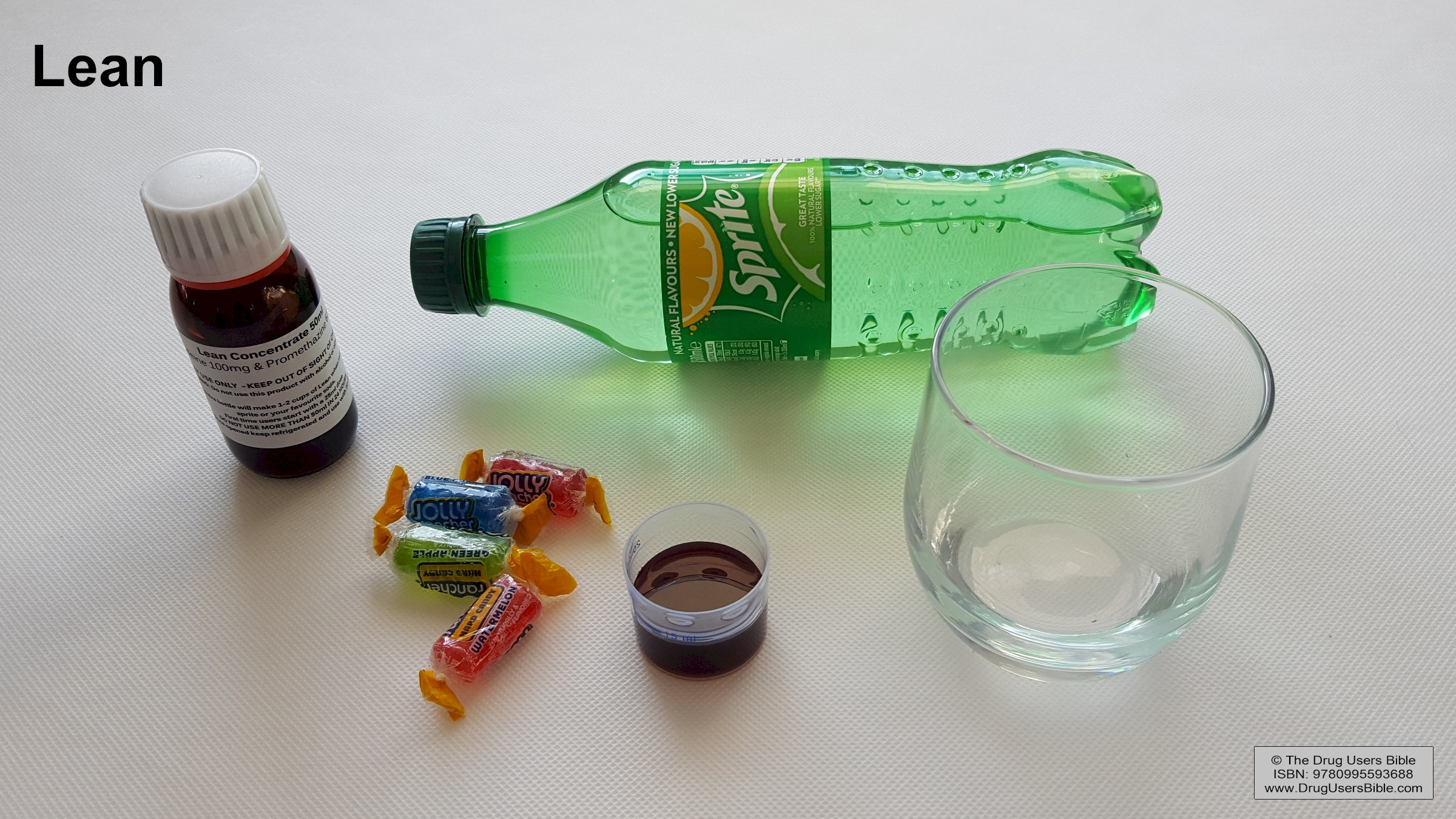
Ингредиенты для приготовления лина: кодеиново-прометазиновый сироп от кашля, конфеты Jolly Rancher и напиток Sprite

Лин (также известен как фиолетовый напиток; англ. lean, purple drank) — рекреационный наркотический напиток, приготовленный путём смеси рецептурного сиропа от кашля с газированным напитком и конфетами. Эта смесь возникла в Хьюстоне, штат Техас, и популярна в культуре хип-хопа и на юге Соединённых Штатов.

## Обзор

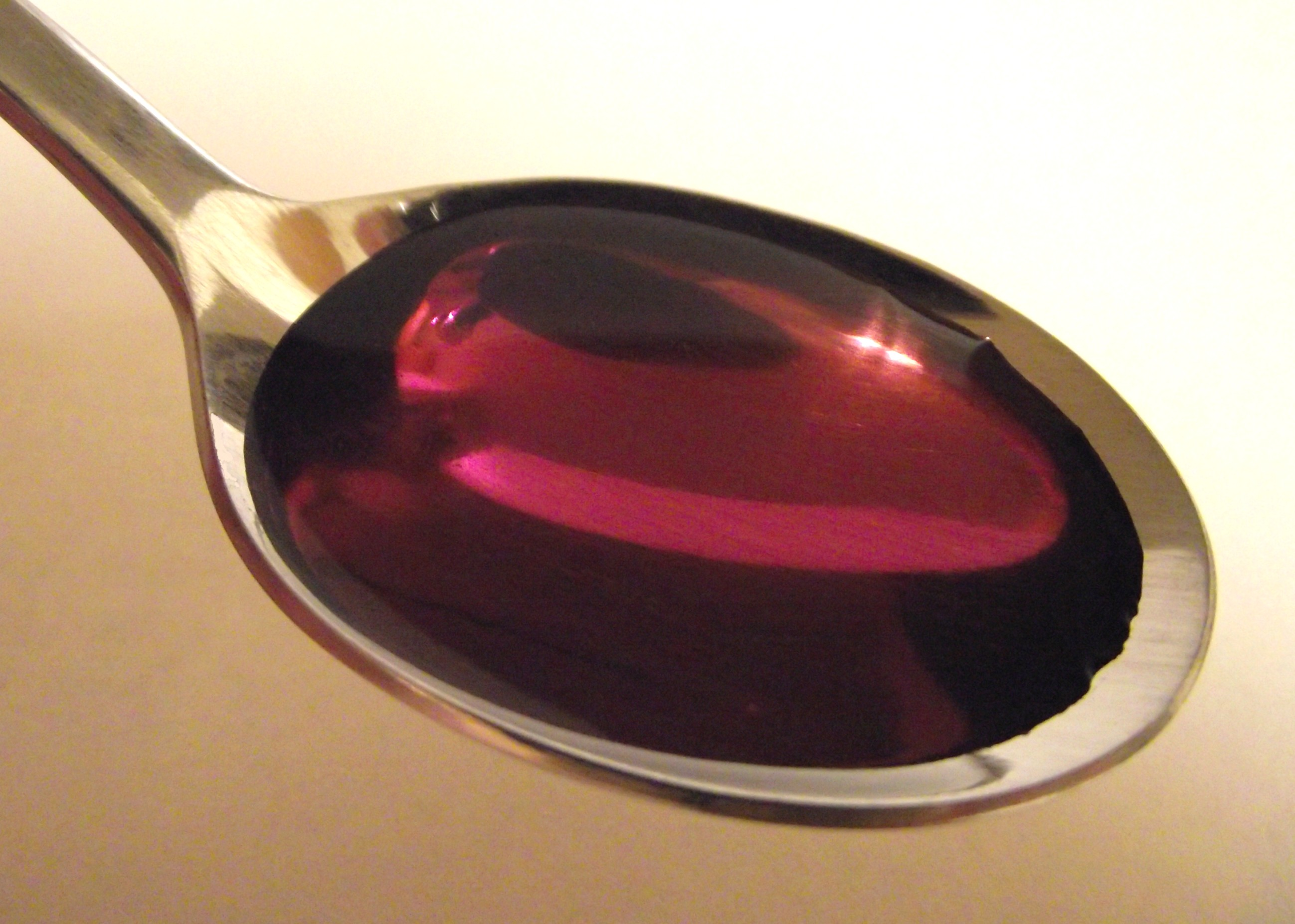
Ложка с лином

### Название
Лин имеет пурпурный оттенок, так как сиропы от кашля чаще всего имеют фиолетовый цвет. Другие названия лина: sizzurp, сироп, drank, barre, пурпурное желе, вок, техасский чай, грязный Sprite и Tsikuni, Tris (используется как слэнг в музыкальных композициях таких рэперов, как Lil Tracy, Dave Blunts)

### Ингредиенты
Как правило, основой для лина является лекарство от простуды, отпускаемое по рецепту, в частности сироп от кашля, содержащий как прометазин, так и кодеин, однако также используют безрецептурные лекарства, в которых активным ингредиентом указан декстрометорфан, поскольку он может вызывать аналогичные эффекты и исключить необходимость посещения врача. Чтобы приготовить питьевую смесь, сироп от кашля смешивают со Sprite, Mountain Dew или Fanta со вкусом винограда и обычно употребляют из одноразовых стаканчиков. Для придания смеси более сладкого вкуса может быть добавлена карамель, обычно от бренда Jolly Rancher.

## Эффект
Физиологическое воздействие лина на человека заключается в том, что он вызывает лёгкие «эйфорические побочные эффекты», которые сопровождаются «нарушением двигательных навыков, летаргией, сонливостью и диссоциативным чувством со стороны всех других частей тела». Было высказано предположение, что суперсладкое сочетание газировки, сиропа от кашля и карамели бренда Jolly Rancher обеспечивает аромат и вкус во рту, которые остаются на языке в течение длительного времени. Это явление привлекает новых людей к употреблению. Лин часто используется в сочетании с алкоголем и/или другими наркотиками.

### Опасность
При приёме приемлемого количества сироп от кашля вполне безопасен, однако опасность возникает в более высоких дозах, поскольку прометазин является депрессантом центральной нервной системы (ЦНС), а кодеин — респираторным депрессантом. Когда кодеин принимается в очень больших количествах, это может вызвать остановку дыхания. Употребление алкоголя и других наркотиков наряду с лином увеличивает вероятность нарушения дыхания. Доктор Джордж Фаллиерас заявил, что отвар сам по себе не вызывает сердечные приступы, но увеличивает их вероятность у людей, подверженных им. Напиток содержит огромное количество опиатного кодеина, который может вызывать привыкание в высоких дозах, и Фаллиерас утверждает, что «прометазин, по крайней мере, неофициально отмечен как усиливающий эйфорический эффект кодеина на мозг».
После пристрастия к напитку попытка прекратить регулярное употребление может вызвать симптомы отмены. В интервью MTV News в 2008 году Лил Уэйн описал отказ от лина как ощущение «смерти в животе, [бросить наркотик] не так просто».
Подтверждено, что лин стал причиной смерти его потребителей. Проблемы с дыханием — потенциально серьёзная или смертельная реакция на лекарство, связанная с использованием кодеина, но в основном опасность заключается в гораздо более сильном и угнетающем ЦНС фенотиазиновом антигистаминном препарате прометазине. Эта проблема зависит от дозы и является механизмом потенциально фатальных последствий передозировки — остановки дыхания или сердца. Как и в случае с большинством депрессантов ЦНС, смешивание с алкоголем значительно увеличивает риск дыхательной недостаточности и других осложнений.

## История
Считается, что лин появился в Хьюстоне примерно в 1960-х годах, когда блюз-музыканты взяли «Робитуссин» и разбавили его с пивом. Позже пиво заменили на вино. Блюзовые музыканты жили в районах Хьюстона Fifth Ward, Third Ward и South Park, и этот напиток переняли рэперы, выросшие в тех же частях города. В 1980-х и 1990-х годах ингредиенты были изменены на сироп от кашля с кодеином и прометазином, что-то вроде комбинации глутетимида и кодеина, которая была популярна с 1970-х до начала девяностых.
Лин оставался локальным напитком Хьюстона до тех пор, пока в 1990-х рэпер DJ Screw не выпустил несколько песен, в которых упоминался напиток. Рэперы за пределами Хьюстона вскоре переняли некоторые аспекты его стиля.
Лин никогда не подвергался стигматизации в Хьюстоне, но с очевидной ранней смертью DJ Screw напиток оказался в центре внимания правоохранительных органов.
В 2004 году в Техасском университете в Остине выяснили, что 8,3 % учащихся средних школ в Техасе принимали кодеиновый сироп. Управление по борьбе с наркотиками сообщало об арестах, связанных с сиропом, на юге Соединённых Штатов, особенно в штатах Техас и Флорида. По состоянию на 2011 год цена лина в Хьюстоне была вдвое выше, чем в Лос-Анджелесе.

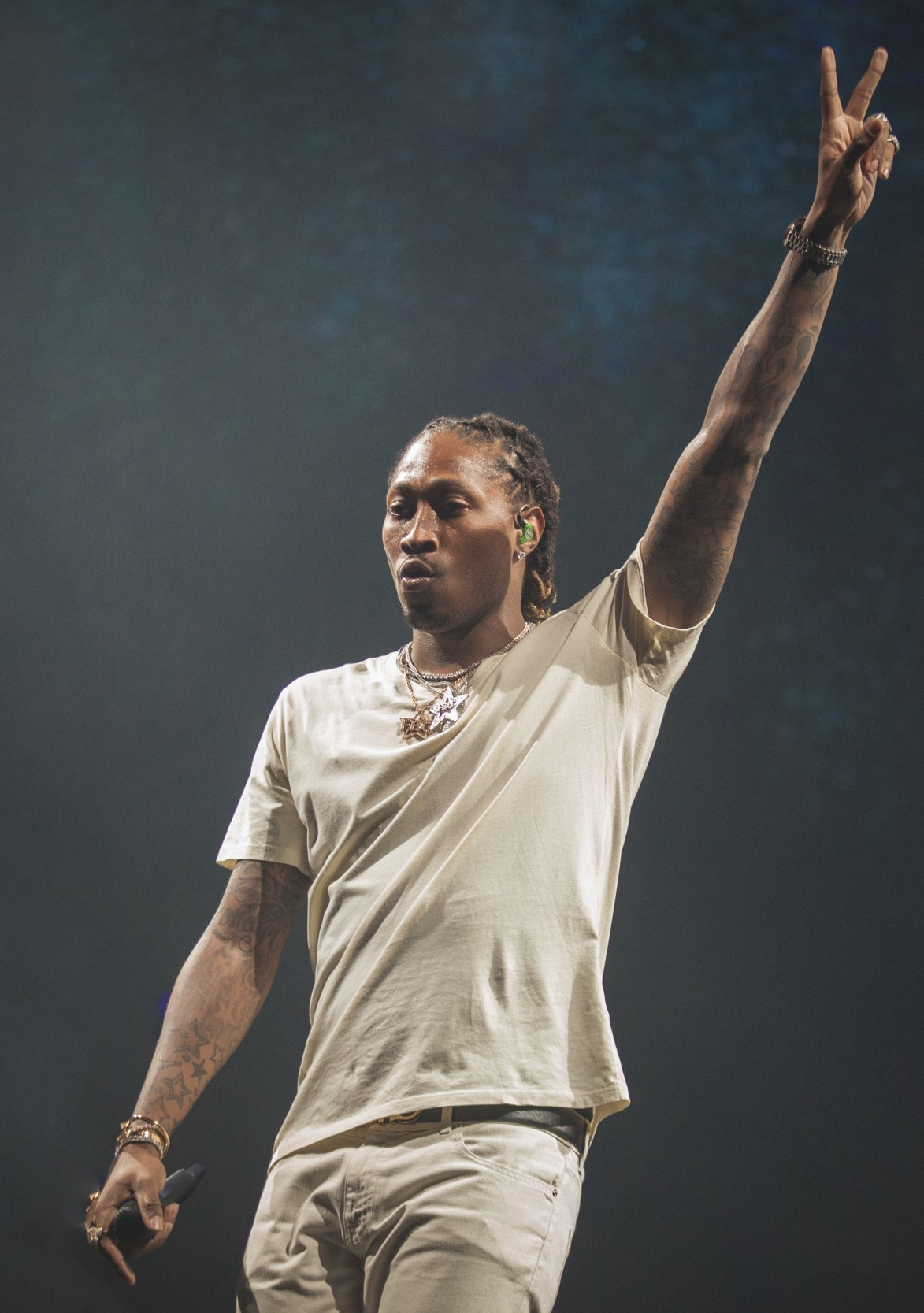
Фьючер бросил лин из-за того, что его музыка вдохновляла слушателей на употребление наркотиков

В интервью 2019 года американский рэпер Фьючер рассказал о том, как бросил лин, и заявил о страхе, что поклонники подумают, что его музыка изменится, если бы он раньше публично признался, что не принимает его. Рэпер был разочарован после того, как Juice WRLD рассказал ему, что на него повлияла его музыка и из-за этого он начал принимать наркотики, включая лин. Исполнители выпустили совместный микстейп под названием Wrld on Drugs в октябре 2018 года. 8 декабря 2019 года Juice WRLD умер от передозировки наркотиков. В популярной песне Lil Nas X «Old Town Road» есть строчка «лин в моём мочевом пузыре», хотя исполнитель заявил, что не поддерживает наркотик. В октябре 2022 года Lil Yachty выпустил песню «Poland». Её припев стал интернет-мемом, в нём поётся о том, что исполнитель привёз лин в Польшу.

### Известные случаи, связанные с лином
DJ Screw, который популяризировал напиток, умер от передозировки 16 ноября 2000 года.
Big Moe, протеже DJ Screw, чьи альбомы City of Syrup и Purple World были названы в честь напитка, умер в возрасте 33 лет 14 октября 2007 года.
Pimp C, широко влиятельный рэпер из Порт-Артура, штат Техас, член рэп-дуэта UGK, был найден мёртвым 4 декабря 2007 года в отеле Mondrian Hotel в Западном Голливуде, штат Калифорния. Офис коронера округа Лос-Анджелес сообщил, что смерть рэпера наступила «из-за эффектов прометазин-кодеина и других неустановленных факторов». У Pimp C было апноэ, состояние, при котором во время сна человек на короткое время перестает дышать. Представитель офиса коронера сказал, что комбинация апноэ во сне и лин, вероятно, подавляла дыхание Pimp C на достаточно долгое время, чтобы вызвать его смерть.
Fredo Santana, американский рэпер, который часто упоминал напиток в своей музыке, умер от припадка 19 января 2018 года. Согласно TMZ, он страдал от проблем с печенью и почками, которые, как полагали, были результатом его зависимости.
В сентябре 2006 года Терренс Киль, игрок «Сан-Диего Чарджерс», был пойман при попытке отправить ящик сиропа другу через FedEx. Килю было предъявлено по двум пунктам обвинения в перевозке контролируемого вещества и трём пунктам обвинения в хранении для продажи вещества.
8 июля 2008 года Джонни Джолли, игрок Green Bay Packers, был остановлен полицией за то, что он слишком громко слушал музыку в машине. Полицейские обнаружили бутылку Dr Pepper в подставке рядом с двумя пенопластовыми стаканчиками с газировкой и льдом. Офицеры заявили, что все чашки и бутылка издавали «сильный запах кодеина», хотя он не имеет запаха, согласно Национальным институтам здравоохранения США. Дело было закрыто, но обвинения были предъявлены повторно в декабре 2009 года после того, как полицейское управление Хьюстона приобрело новое оборудование, которое позволило полиции снова проверить улики. Джолли грозил возможный максимальный срок тюремного заключения до 20 лет, но, поскольку он совершил преступление впервые, он имел право на испытательный срок.
5 июля 2010 года бывший полузащитник команды «Окленд Рейдерс» Джамаркус Рассел был арестован в своём доме в Мобиле, штат Алабама, за хранение кодеинового сиропа без рецепта. Рассела посадили в городскую тюрьму и вскоре выпустили после внесения залога.
11 июня 2013 года рэпер 2 Chainz был арестован в международном аэропорту Лос-Анджелеса по обвинению в хранении прометазина и кодеина.
Мак Миллер, умерший от передозировки наркотиков, открыто говорил о своей зависимости от лина.

## Продажа
Несколько легальных коммерческих продуктов, основанных на концепции лина, продаются в Соединённых Штатах. В июне 2008 года компания Innovative Beverage Group из Хьюстона, штат Техас, выпустила напиток под названием Drank. Напиток не содержит кодеина или прометазина, но имеет раслаблящий эффект благодаря сочетанию растительных ингредиентов, таких как корень валерианы и плоды шиповника, а также гормона мелатонина. Подобные «антиэнергетические» или расслабляющие напитки на коммерческом рынке используют названия Purple Stuff, Sippin Syrup и Lean.

### Критика
Напитки подвергались критике за то, что они могут служить стартовыми наркотиками. Они сравниваются с сахарными сигаретами.